# Dicranota (Rhaphidolabis) punctipennis
Dicranota (Rhaphidolabis) punctipennis is een tweevleugelige uit de familie Pediciidae. De soort komt voor in het Palearctisch gebied.